# Vas(III)-oxid
A vas(III)-oxid a vas oxigénnel alkotott vegyülete, oxidja. Képlete: Fe2O3. Megjelenése általában vörösbarna színű por, de ez változhat (sárgásvöröstől a feketéig) attól függően, hogy milyen módszerrel állították elő és mekkora a szemcsenagyság. Többféle módosulata létezik, ezek közül az egyik kristályszerkezete romboéderes, a másik szabályos (kocka alakú). Oldhatatlan vízben, alkoholban és éterben, és savakban is csak alig oldódik.

## Kémiai tulajdonságai
A vegyület oldhatatlan vízben és lúgok híg oldataiban, de tömény lúgoldatokban feloldódik. Tömény alkálifém-hidroxid oldatokban oldva ferritek (például KFeO2) keletkeznek. Ásványi savakban a kiizzított vegyület sokkal kevésbé oldódik, mint az alacsonyabb hőmérsékleten előállított vas(III)-oxid. Hevítéskor bomlik, vas(II)-vas(III)-oxid keletkezik és oxigén fejlődik. A folyamat 1370 K (körülbelül 1100 °C) fölött megy végbe. Ez a reakció megfordítható.
{\displaystyle \mathrm {6\ Fe_{2}O_{3}\rightleftharpoons 4\ Fe_{3}O_{4}+O_{2}} }
Ha hidrogénben hevítik, könnyen vassá redukálódik. Ebben a reakcióban pirofóros vas keletkezik, ami magától meggyullad levegőn. Magasabb hőmérsékleten reakcióba lép fluorral és klórral, a vegyület fluoriddá illetve kloriddá alakul. Ha kénnel hevítik, vas-szulfid képződik. Szén és szén-monoxid hatására 1050 K (körülbelül 777 °C) fölött vassá redukálódik. A szénnel való redukció egyenlete:
{\displaystyle \mathrm {Fe_{2}O_{3}+3\ C\rightarrow 2\ Fe+3\ CO} }
Vassá redukálódik hevítéskor alkálifémek, magnézium és alumínium hatására is. Az alumínium és a vas(III)-oxid keverékének reakciója nagy hőfejlődéssel jár.
{\displaystyle \mathrm {Fe_{2}O_{3}+2\ Al\rightarrow Al_{2}O_{3}+2\ Fe} }
Hidrogén-kloriddal hevítve vas(III)-kloriddá, kén-hidrogénnel hevítve különböző szulfidokká alakul.
{\displaystyle \mathrm {Fe_{2}O_{3}+6\ HCl\rightarrow 2\ FeCl_{3}+3\ H_{2}O} }

## Előfordulása

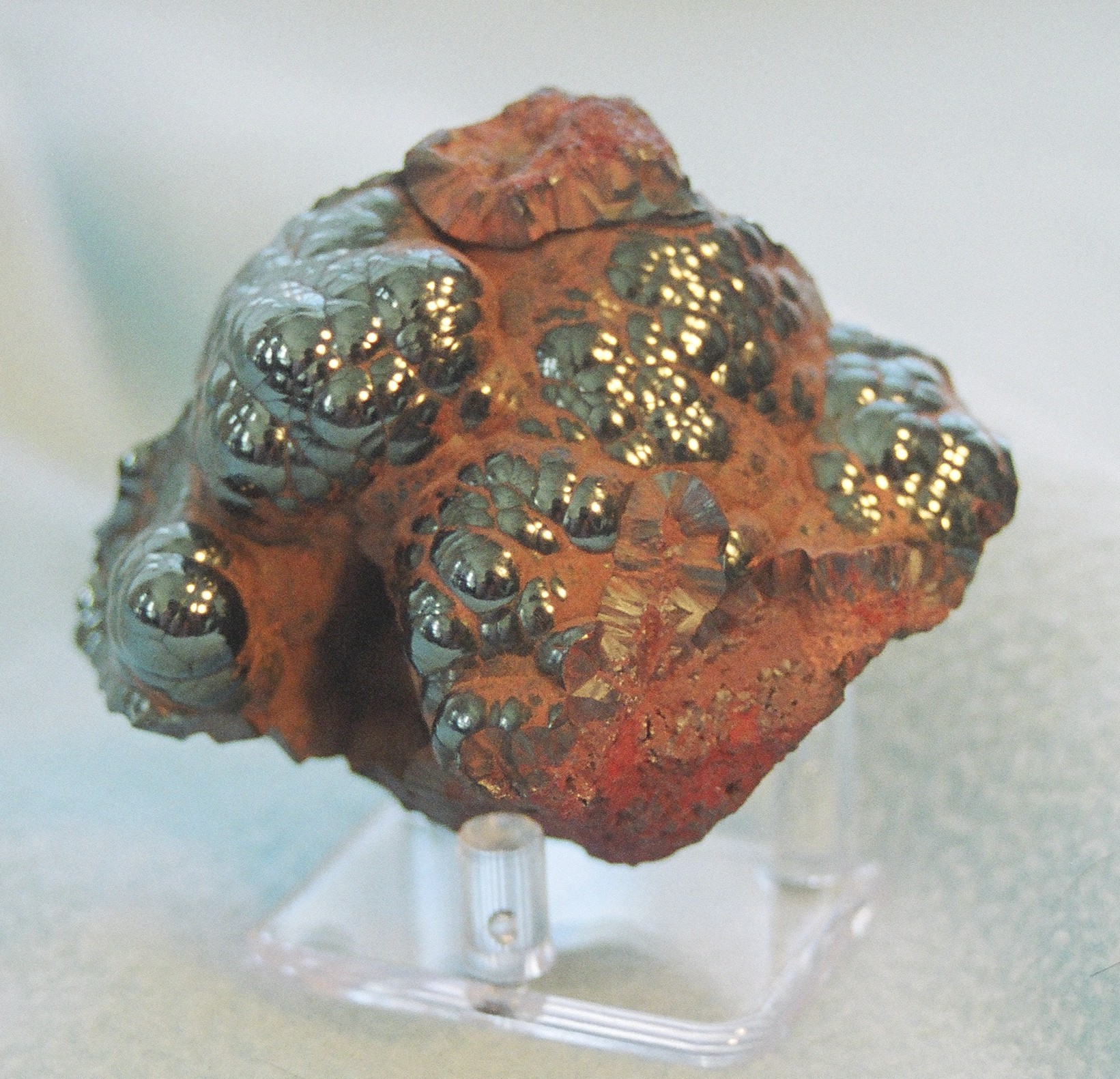
Hematit

A vas(III)-oxid a természetben megtalálható a hematit (vagy vörös vasérc) nevű ásványként. Az ásvány pora barnásvörös színű. Az ásvány durva köveken vörös színű nyomot hagy. Az egyik legfontosabb vasérc.

## Előállítása
A vas(III)-oxid mesterségesen előállítható különböző vasvegyületek (vas(III)-hidroxid, vas-nitrát, vas-szulfát, vas-karbonát) izzításával. Vas(III)-oxid képződik a pirit pörkölésekor is. Igen finom vas(III)-oxid keletkezik a vas(II)-oxalát (FeC2O4) hevítésekor.

## Felhasználása
Az egyik legfontosabb vasérc, emiatt nagy mennyiségben bányásszák. A finom porát felhasználják csiszolópornak üveg, fémek és drágakövek csiszolására és fényezésére. Alkalmazzák olaj-, víz-, és mészfestékként is, mert nem változik levegőn, és a fedőképessége jó. Felhasználják a vegyiparban katalizátorként is.